# Tyrannosaurider
Tyrannosaurider (av nylatin: tyrannosauridae, "familjen tyrannödlor"), eller tyrannosaurier i talspråk, är en familj dinosaurier i underordningen theropoder. Tyrannosauridae var en framgångsrik grupp som bland annat omfattar Tyrannosaurus och Albertosaurus. Flera släkten är beskrivna, varav många är kända från ett ovanligt stort utbud av välbevarade fossil, jämfört med andra familjer med stora theropoder. Detta har lett till att forskare vet ganska mycket om dem. Fossil av tyrannosaurider har påträffats i Asien och Nordamerika. Tillsammans med den närbesläktade familjen dryptosauridae bildar tyrannosauriderna överfamiljen Tyrannosauroidea. Tyrannosauriderna med familjens största medlemmar Tyrannosaurus och Tarbosaurus ansågs länge vara de största landlevande som någonsin existerat. Under 1990-talet och fram till nutid har man emellertid beskrivit släkten från andra familjer, framför allt Carcharodontosauridae, som troligtvis var ännu större.

## Fyndhistoria

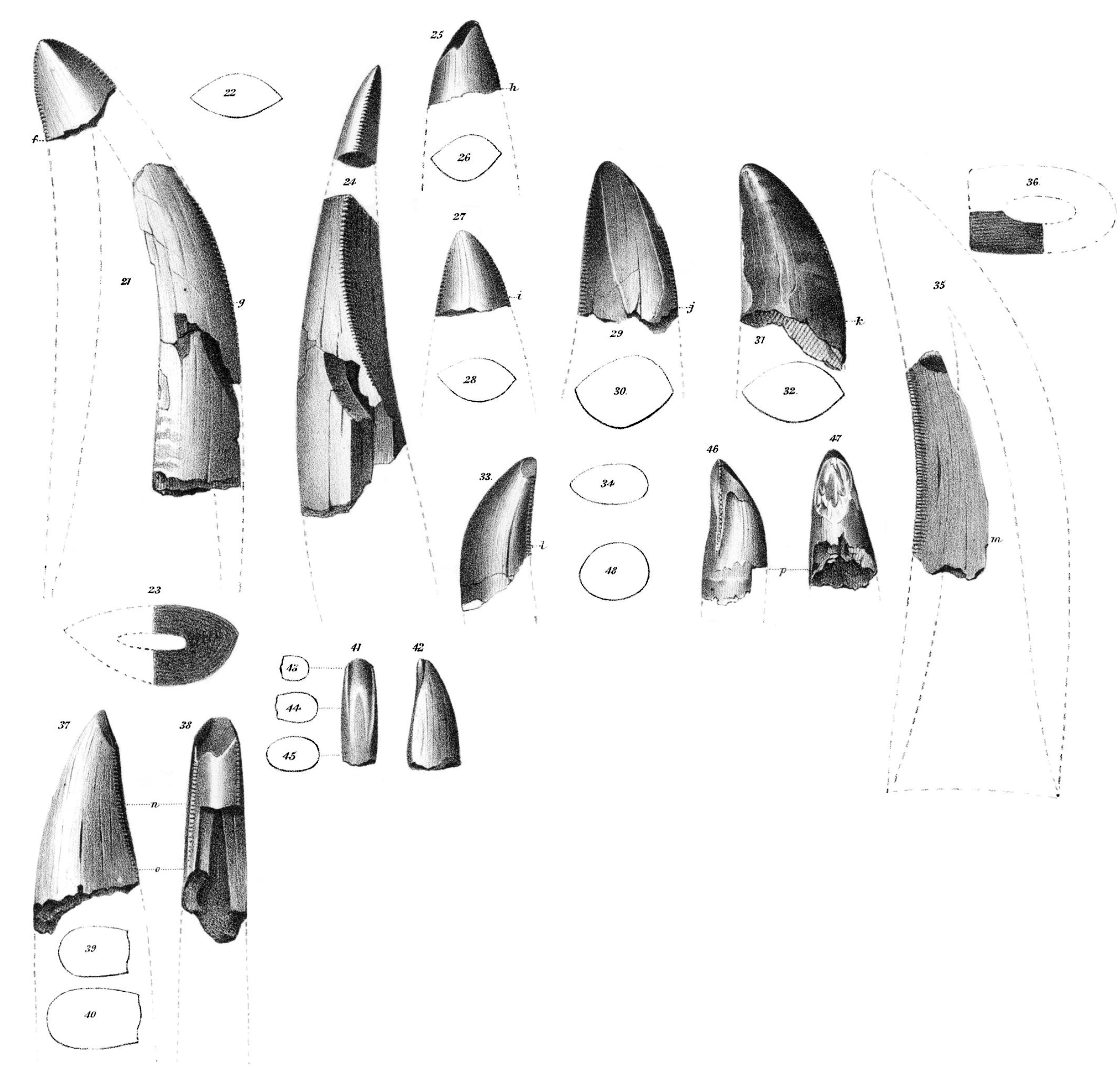
Tänder efter en tyrannosaurid, från början beskrivna som Deinodon.

De första lämningarna efter Tyrannosaurider blev avtäckta under expeditioner ledda av Geological Survey of Canada, som lokaliserade flera kringströdda tänder. Dessa särskiljande dinosaurietänder fick namnet Deinodon (”Förskräcklig tand”) av Joseph Lady 1856. De första goda exemplaren av en tyrannosaurid blev funna i Horsehoe Canyon Formation i Alberta, och bestod av nästan kompletta skallar med partiella skelett. Dessa lämningar studerades först 1876 av Edward D. Cope, som ansåg dem vara en art av tyrannosauroiden Dryptosaurus. 1905 förnimmade Henry F. Osborn att lämningarna från Alberta skiljde sig betydligt från Dryptosaurus, och myntade ett namn åt dem: Albertosaurus sarcophagus (”Köttätande Alberta ödla”)."). Cope beskrev mer tyrannosauriematerial i form av en ensam ryggkota 1892, och gav detta djur namnet Manospondylus gigas. Denna upptäckt blev mest förbisedd under mer än ett århundrade, och orsakade kontrovers i början av 2000-talet när det upptäcktes att detta material faktiskt hörde till, och hade namnprioritet över, Tyrannosaurus rex..
I sitt papper namngivande Albertosaurus 1905 beskrev Osborn 2 extra tyrannosaurie exemplar som hade samlats in från Montana och Wyoming under en expedition från American Museum of Natural History, ledd av Barnum Brown 1902. Till att börja med ansåg Osborn att det var en distinkt art. Han gav den första namnet Dynamosaurus imperiosus (”Kejserlig kraftödla”), och den andra Tyrannosaurus rex (”Kunglig tyrannödla”). Ett år senare upptäckte Osborn att dessa exemplar faktiskt kom från en och samma art. Trots att Dynamosaurus hittats först, hade namnet Tyrannosaurus dykt upp en sida innan i hans ursprungliga artikel beskrivande båda exemplaren. Därför användes namnet Tyrannosaurus, enligt International Code of Zoological Nomenclature (ICZN).
Barnum Brown fortsatte samla in flera andra exemplar av tyrannosaurider från Alberta, inklusive den första att ha de för gruppen karaktäristiska förkortade, 2-fingrade frambenen (som Lawrence Lambe gav namnet Gorgosaurus libratus, ”balanserad rasande ödla”, 1914). Ett andra betydelsefullt fynd tillfört Gorgosaurus gjordes 1942 i form av en välbevarad, dock ovanligt liten, komplett skalle. Exemplaret väntade till efter andra världskriget för att bli studerat av Charles W. Gilmore, som namngav det Gorgosaurus lancencis. Denna skalle blev studerad igen av Robert T. Bakker, Phil Currie och Michael Williams 1988, och förskriven till det nya släktet Nanotyrannus.. Det var också 1946 som paleontologer från Sovjetunionen startade expeditioner till Mongoliet, och avtäckte de första tyrannosaurielämningarna från Asien. Evgeny Maleev beskrev nya Mongoliska arter av Tyrannosaurus och Gorgosaurus 1955, och ett nytt släkte: Tarbosaurus (”Skrämmande/alarmerande ödla”). Påföljande studier visade dock att alla Maleevs tyrannosauriearter faktiskt var en art av Tarbosaurus i olika växtstadium. En andra art av Mongolisk tyrannosaurid blev funnen senare, beskriven av Sergei Kurzanov 1976, och gavs namnet Alioramus remotus (”Annan avlägsen gren”), trots att dess status som en äkta tyrannosaurid och inte en mer primitiv tyrannosaurie fortfarande är kontroversiell..

## Kännetecken

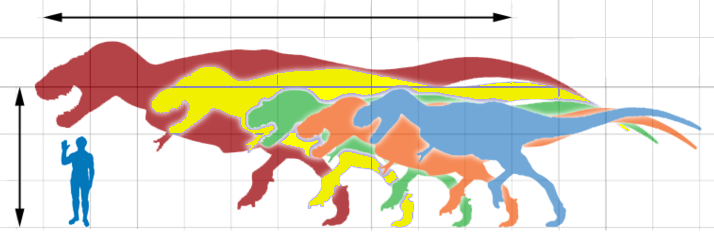
Storleksjämförelse mellan släktena Tyrannosaurus, Tarbosaurus, Albertosaurus, Daspletosaurus och Gorgosaurus.

Liksom majoriteten av theropoder var tyrannosaurider tågångare som gick uteslutande på bakbenen. De var mycket lika varandra i kroppsbyggnad och den grundläggande morfologin. De var mycket robust byggda, med grov kropp och stor bröstkorg. Många släkten uppnådde påfallande kroppsstorlek, med det största släktet Tyrannosaurus som kunde bli nästan 13 meter lång från nos till svans, och kanske väga lika mycket som en afrikansk elefant eller mer.

### Skalle

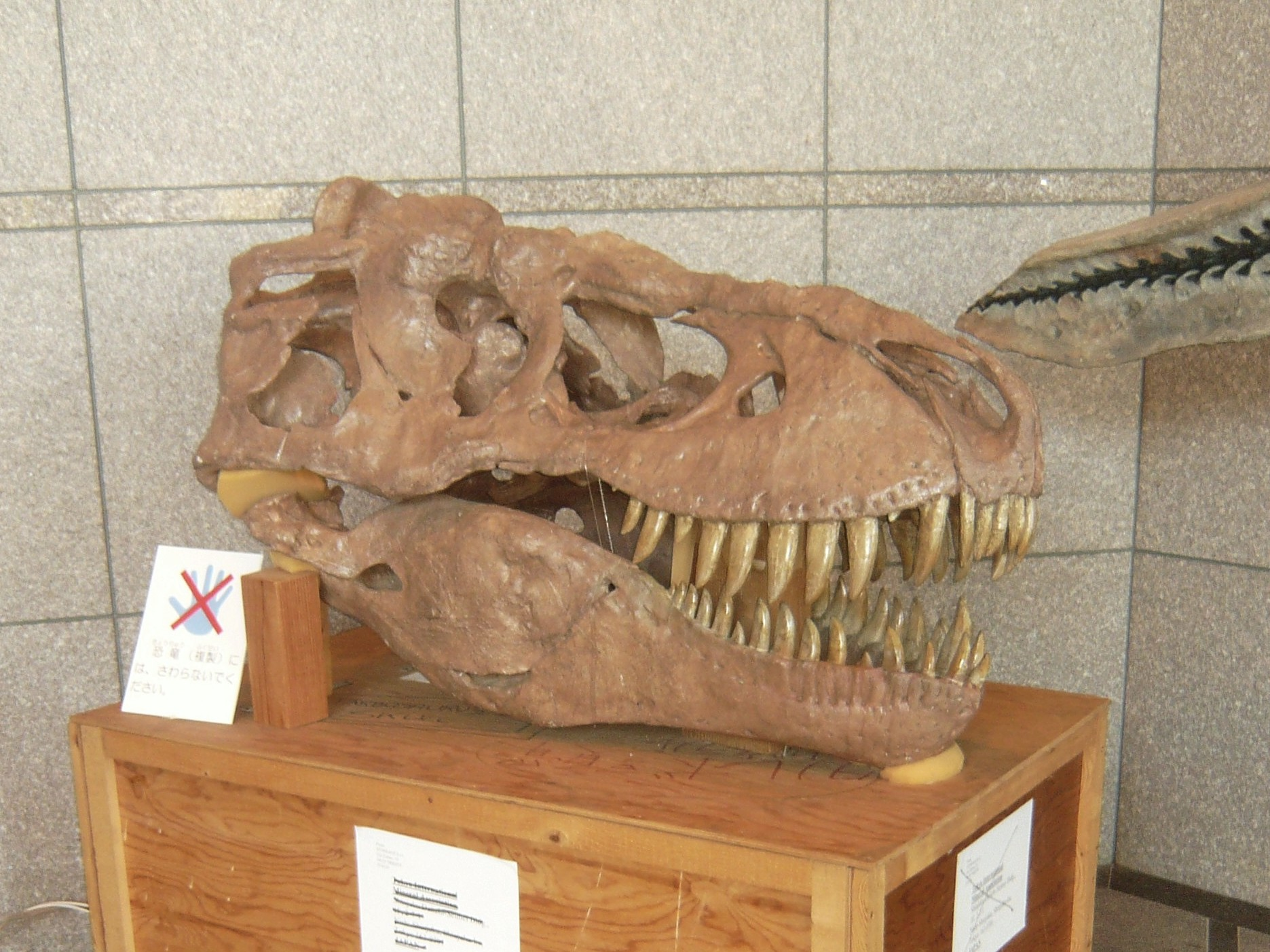
Skalle av Tarbosaurus.

Tyrannosauridernas skallar har en mycket karaktäristisk konstruktion. De var i proportion till kroppen mycket stora, med relativt korta, kraftiga nosar och mycket kraftfulla käkar. Munnen var fylld med ett 60-tal sågtandade tänder, som byttes ut successivt allteftersom de slets ut. Till skillnad emot flera andra theropoder var tyrannosaurider heterodonta, det vill säga att de hade olika storlekar och olika former på tänderna beroende på var de satt i munhålan. De främre tänderna var ganska små och flata, och tänderna längre bak var större, och D-formade i genomskärning. Några av de längsta kunde bli upp till 15 cm. långa (med roten inräknad uppgick längden cirka 30 cm.). Till skillnad från andra stora theropoder såsom Allosauriderna, som hade smala knivlika tänder, var tänderna hos de flesta tyrannosaurider (med undantag för Nanotyrannus) mycket tjockare, vilket gjorde att de kunde stå emot hårdare tryck när de bet. Tyrannosauriderna kunde även bita igenom stora ben, vilket andra stora theropoder inte kunde. Många skallar efter olika tyrannosaurider uppvisar också ögonhålor som mer eller mindre är vinklade framåt istället för ut åt sidorna. Detta visar att åtminstone några tyrannosaurider till viss del hade binokulärt seende, något som är relativt ovanligt bland rovdinosaurier. Trots att skallarna var mycket stora reducerades vikten något av stora hålrum i kraniet (s. k. fenestrae). Vissa släkten, såsom Tarbosaurus, hade också stora hålrum med luftfickor för att minska vikten. Huvudet bars upp av en kort, S-formad hals.

### Framben

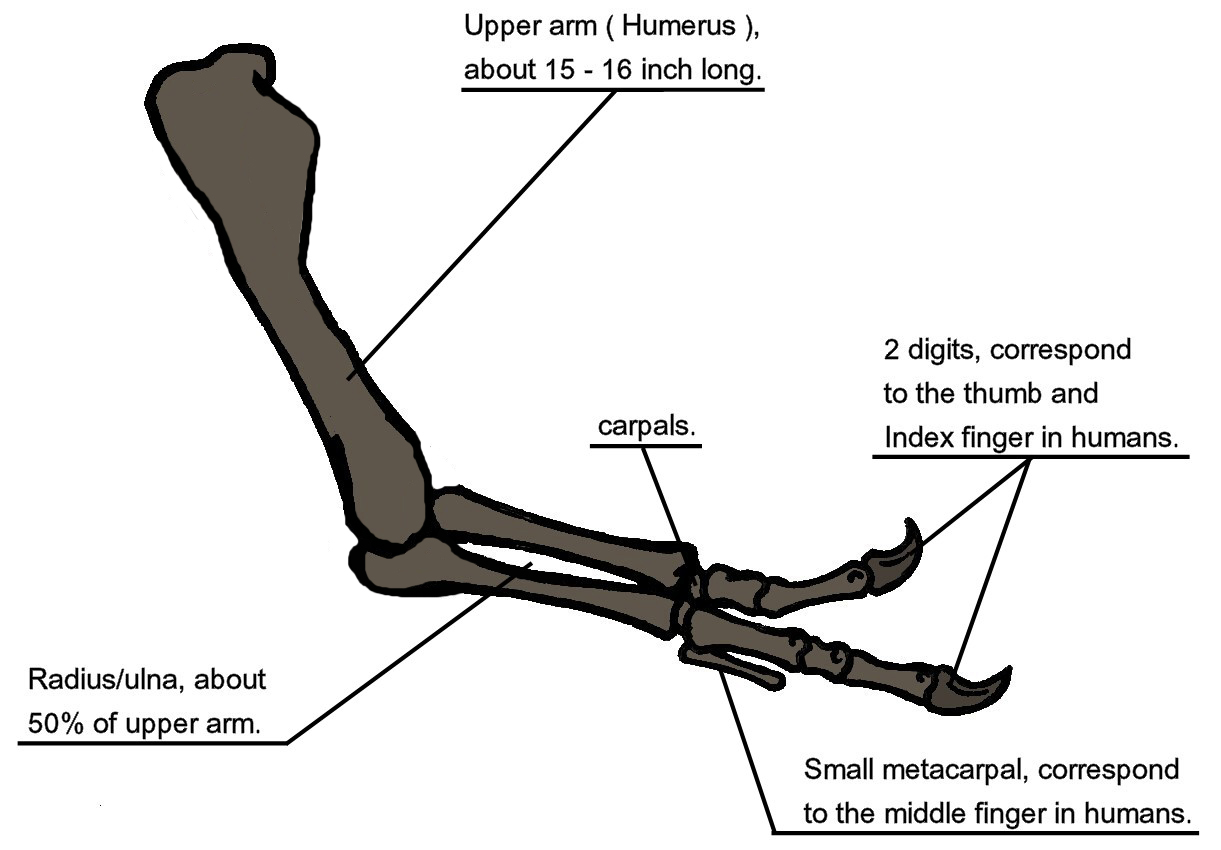
Diagram över en tyrannosaurids frambens anatomi.

Ett framträdande kännetecken för tyrannosauriderna är deras proportionerligt små framben. Typiska tyrannosauriders framben är mycket små, cirka 1 meter långa, med minimal variation, eller ungefär som en människas armar. carpalbenen är mycket små, och handen hade bara två fingrar (Man har dock hittat flera välbevarade framben som har en metakarpal III, vilket tros vara ett förkrympt tredje finger). I förhållande till kroppsstorleken hade Tarbosaurus de minsta frambenen, medan Daspletosaurus hade de längsta. Man vet inte riktigt varför frambenen var så små, men några forskare menar att den reducerade storleken, och därmed också vikten av frambenen, gjorde det lättare att bära upp det stora huvudet.
Man har länge diskuterat om tyrannosauriderna kan ha använt sina framben till något. Trots att man ibland beskrivit dem som obrukliga, finns det många rapporter om hur de kanske kan ha använts. Man har länge noterat att Tyrannosaurus framben hade mycket välutvecklad muskulatur, och Osborn föreslog att frambenen kan ha använts för att hålla fast i en partner under parningsakter.. Det har också föreslagits att frambenen kan ha använts för att ge stöd eller skjuta ifrån när djuren reste sig efter att ha sovit på marken. Det har föreslagits att den förminskade metakarpalen III kan ha utgjort fäste för muskler i handleden, och därmed bidragit till att stärka handleden. Lipkin och Carpenter (2005) har också noterat att vissa fossila exemplar av Tyrannosaurus uppvisar tecken på upprepade frakturer i frambenen, vilket tyder på att de användes till någonting.

## Rörelsemönster
I motsats till de små frambenen var Tyrannosauridernas bakben proportionerligt längre än hos andra stora theropoder, vilket tyder på att de kan ha varit ganska snabba löpare, även om det kan ha försvårats på grund av deras tunga kroppsbyggnad. Tyrannosauriderna hade också lång metatarsus, där den mittersta metatarsalen (III) var reducerad i storlek och något "ihoptryckt" mellan metatarsal II och IV, och bildade en så kallad arctometatarsus. Trots att bakbenens konstruktion passar för snabba djur, har forskare tvistat om snabbheten hos tyrannosauridae. Andra forskare (Horner och Lessern, 1993) menar att åtminstone Tyrannosaurus rex inte kunde röra sig särskilt snabbt. Vissa studier tyder på att tyrannosaurider rörde sig fram i ett långsamt tempo
Man har ännu inte hittat några fossiliserade spårlöpor som kan tillföras tyrannosaurider. Man har hittat ensamma spår som kan ha gjorts av tyrannosaurider, men inga kompletta rader med avtryck.
Några forskare (Hutchinson och Garcia) har också menat att djur som Tyrannosaurus skulle ha behövt onaturligt stora benmuskler för att kunna springa fort. Senare datorsimuleringar från 2007, tyder på att Tyrannosaurus skulle ha kunnat röra sig med en hastighet av ungefär 30 km/tim, vilket är jämförbart med en sprintande människa. Mindre och lättare tyrannosaurider som Albertosaurus kanske skulle kunnat röra sig fortare.

## Etologi
Under senare år har det spekulerats huruvida Tyrannosaurider var ensam levande eller höll ihop och jagade i grupp. Vad som eventuellt kan vara bevis för flockbeteende är rapporter om skelett efter flera djur av samma art funna på samma plats. Bland annat har det rapporterats om ett flertal skelett av olika åldersgrupper efter Albertosaurus, funna på en och samma plats. Ett liknande fall finns dokumenterat från Tyrannosaurus-fossilet "Sue", som hittades tillsammans med 2 stycken skelett efter unga Tyrannosaurus. Sådana fynd bevisar dock inte att djuren levde i grupp. Det visar bara att de begravdes på samma plats. Phil Currie har länge förespråkat att de stora theropoderna, så även tyrannosaurider, var sociala flockdjur, och menar att sådana fynd stödjer hypotesen om flockbeteende. Han har också föreslagit att tyrannosaurider kan ha samarbetat under jakt.

### Födostrategier

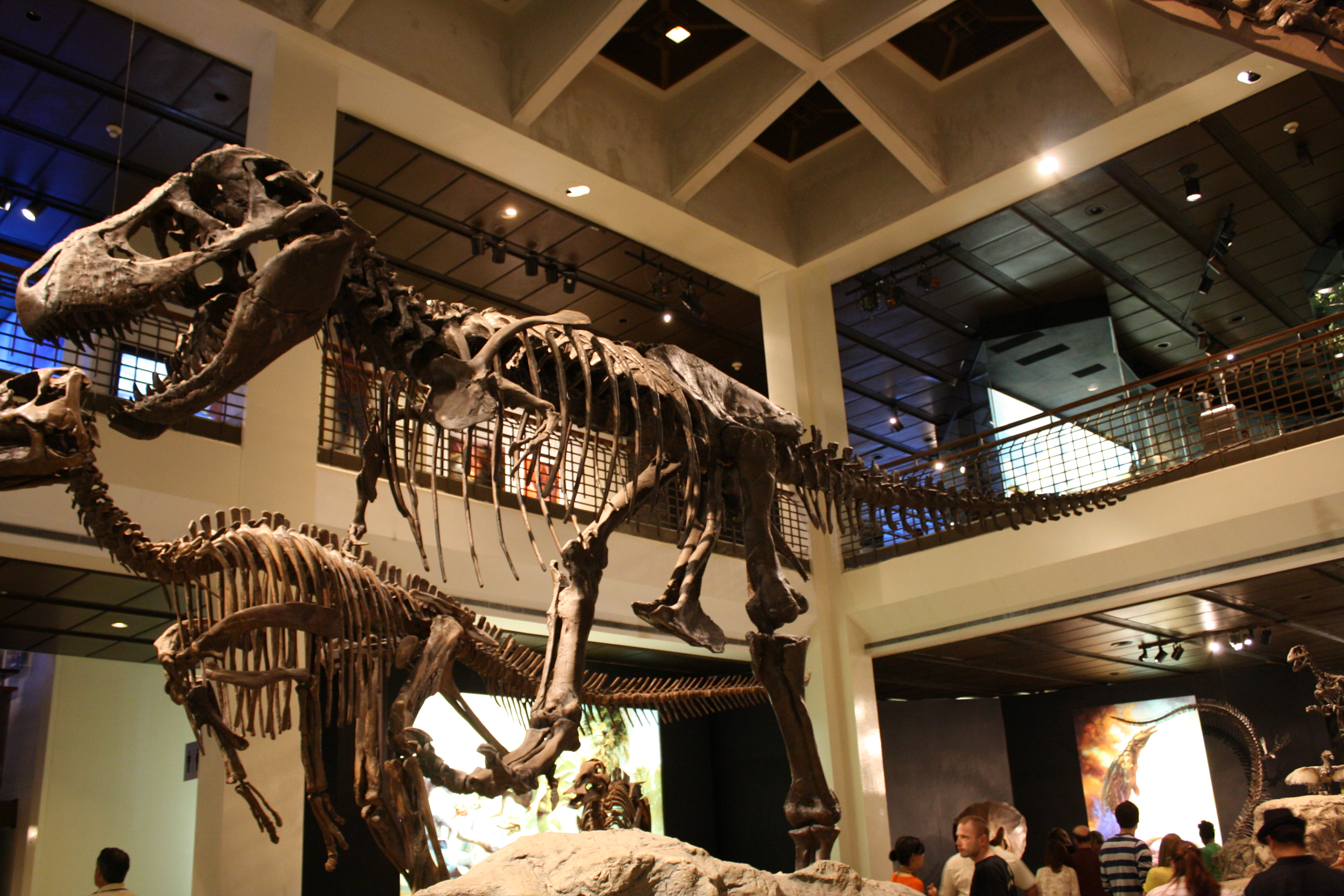
Monterat skelett av Tyrannosaurus och Edmontosaurus (en hadrosaurid.

En debatt som rasat länge i forskarvärlden är huruvida framför allt Tyrannosaurus och dess närmsta släktingar var predatorer eller asätare. De flesta paleontologer tror att tyrannosaurider var sin tids topprovdjur, medan några forskare har menat att åtminstone Tyrannosaurus var utpräglad asätare (Lambe 1917, Colinvaux 1978, Horner 2001). Jack Horner har länge ansett att bevisen pekar på att Tyrannosaurus inte jagade egna byten, och att det inte finns några bevis alls för att den någonsin jagade. Horner anser också att Tyrannosaurus sinnen inte passar en predator. Horner anser att dess syn var dålig, medan luktsinnet förefaller ha varit mycket bra. Detta skulle peka på en asätare. Horner menar också att Tyrannosaurus inte var särskilt smidig.
Andra bevis tyder på att Tyrannosaurus var en predator. Witmer gjorde 2006 röntgenfotografering av Tyrannosaurus skalle , som visar att balanssinnet, hörseln och luktsinnet var effektivt. Binokulärt seende stödjer också att Tyrannosaurus skulle kunna vara predator.
Det finns också fossila skelett efter hadrosaurider och ceratopsider med bitmärken som kan ha åsamkats av tyrannosaurider. Bitmärkena visar tecken på att ha börjat läka, vilket tyder på att angreppet skedde mot ett levande byte, snarare än ett fall av ätande på ett kadaver.

## Taxonomi

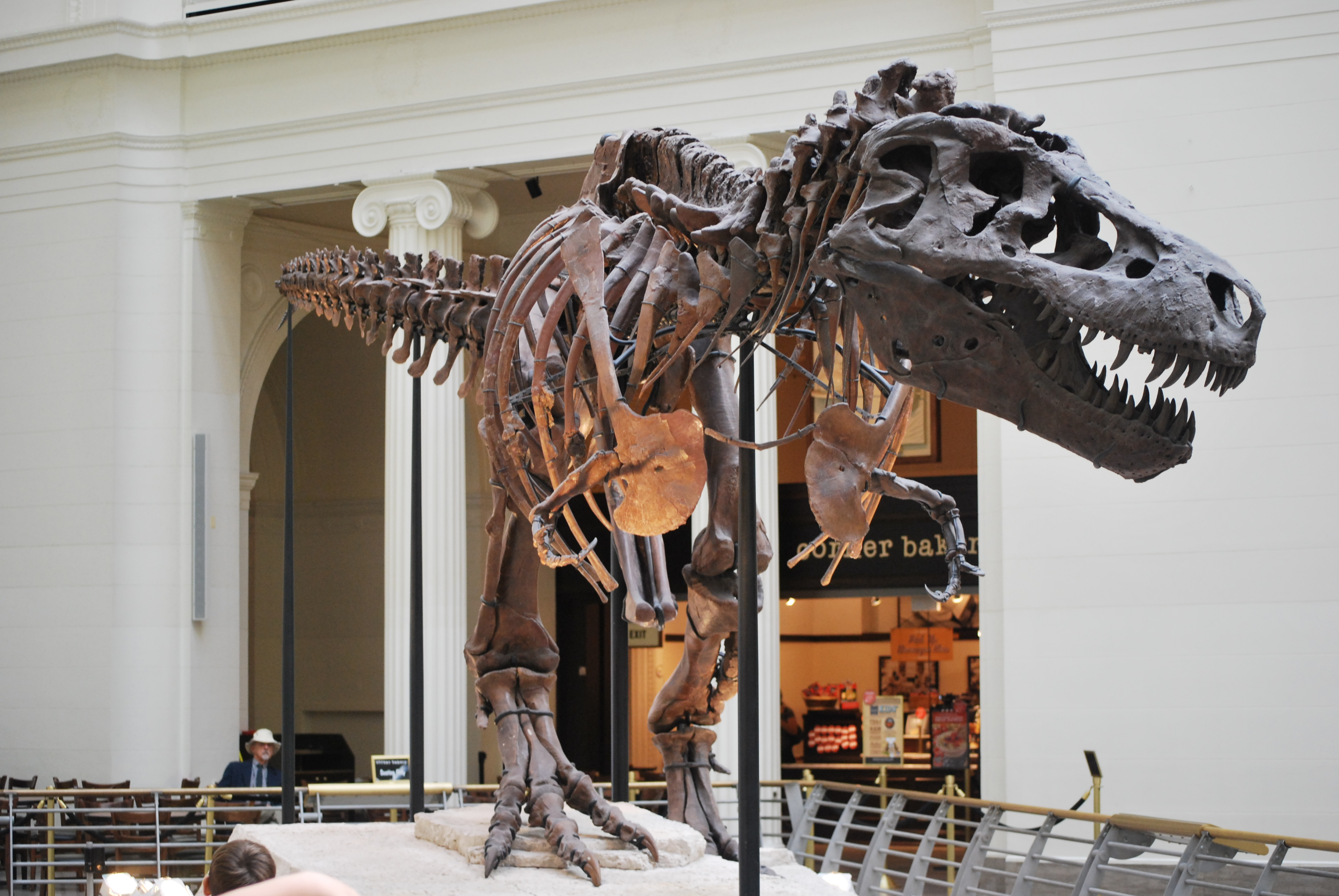
Tyrannosaurus rex

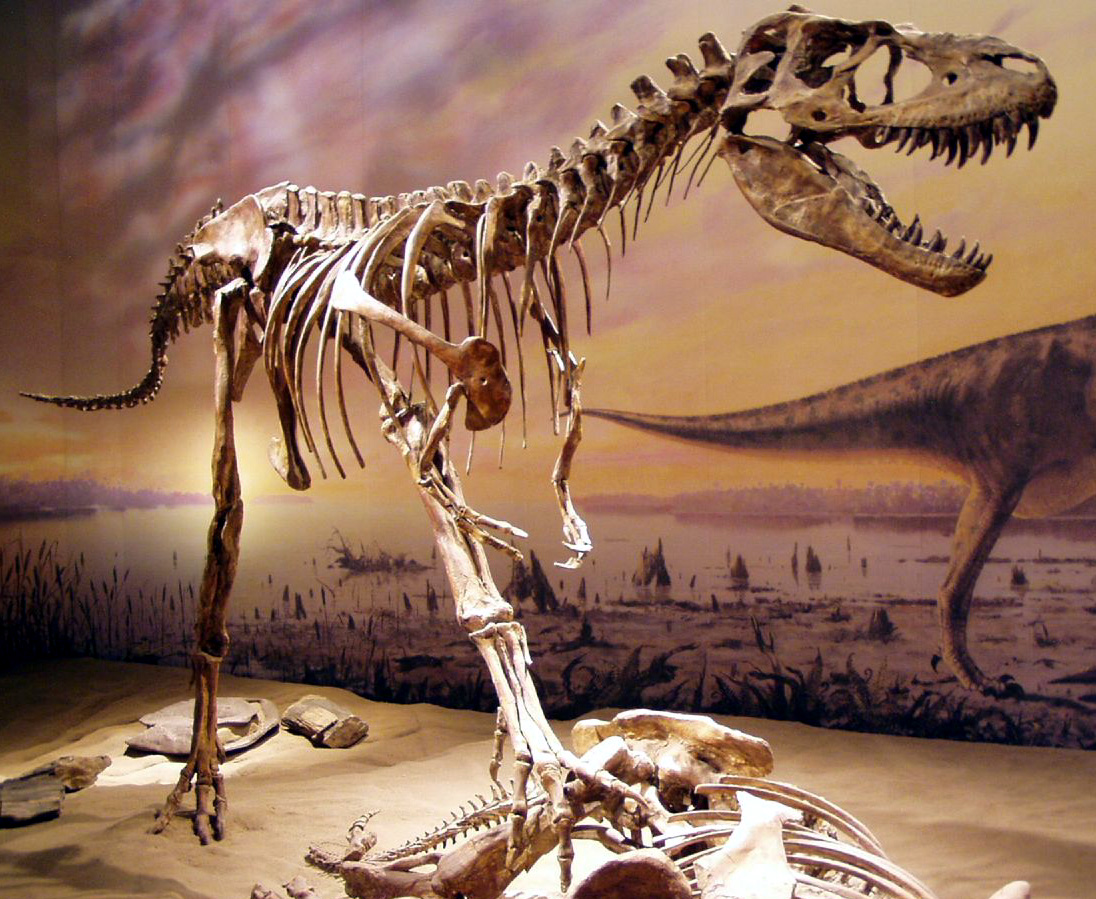
Albertosaurus.

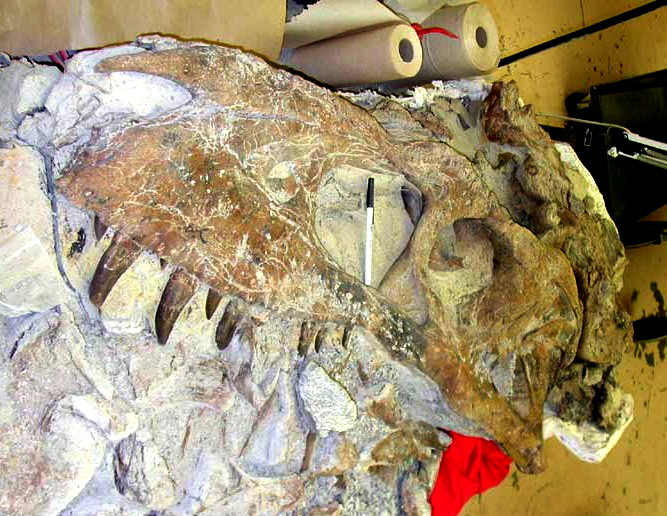
Bistahieversor.

Tidigare sorterades tyrannosauriderna och deras nära släktingar, tillsammans med andra familjer av storvuxna theropoder, under infraordningen carnosauria. Studium under 1980 och 1990-talen har dock visat att flera av de olika familjerna inte hade så många gemensamma drag bortsett från storleken. Upptäckten av tyrannosauroidsläkten som ''Dilong, Guanlong och Eotyrannus, som uppvisar tydliga karaktärsdrag med tyrannosaurider, har ytterligare visat att tyrannosauroidea inte tillhör carnosauria, utan de mer basala coelurosaurierna. Benton (2004) har menat att tyrannosauridae, dryptosauridae och övriga skall klassas till maniraptoriformerna, men det anses numera vara osannolikt. Det troliga nära släktskapet med coelurosaurierna innebär i så fall också att tyrannosauriderna troligen är närmare släkt med fåglarna (som numer enligt flertalet forskare anses vara dinosauriernas ättlingar) än vad andra stora theropoder, som till exempel allosauroider och spinosaurider är.
[Detta stycke behöver kompletteras]
Det finns indikationer på att tyrannosauriderna kan ha varit befjädrade eller haft proto-fjädrar. Färgteckning följer i så fall hypotetiskt den nisch arten har tänkt uppfylla. Ett rovdjur har ofta kamouflage i form av färger och mönster anpassat till den miljö den lever i. Befjädring ökar även det geografiska habitatet för tyrannosauriderna eftersom det även utjämnar temperaturfluktuationer som annars sätter en gräns för var de kunnat leva. Fyndplatsernas geografiska positioner kommer sammantaget att ge en överblicksbild av arternas utbredning. Därmed kan sannolikheten för befjädring av olika arter beräknas.
Extern bild på Tyrannosaurus befjädrad . Artistisk förklaringsmodell: 
Med beklädnad av fjäderliknande utskott kan man spekulera i huruvida de lurpassade på eventuella byten i den täta vegetationen. Med hjälp av kamouflerande fjäderdräkt behövde de således inte göra mer än korta kraftfulla överraskningsanfall. Att kamouflerad lägga sig i bakhåll vid vattenhål är en mycket effektiv strategi för nutidens stora predatorer som exempel.
Med långa vingpennor och stjärtfjädrar så utvecklades förmodligen förmågor utöver det vanliga. Vingpennor på armarna kan användas till att flaxa med och då ge lite mer acceleration i starten. Därefter kan vingpennorna vinklas nedåt för att ge tryck mot marken så att fötterna får bättre grepp och därmed ökar farten rejält. Genom att hålla ut vingpennorna åt sidorna ökade manöveringsförmågan i höga farter. I snabba svängar användes förmodligen både vingpennor på armarna och stjärtfjädrarna som styrorgan via lufttrycket i de höga farterna, vilket gjorde dessa befjädrade rovdjur extremt flinka och akrobatiska. För mindre rovdjur uppnåddes förmodligen farter där fri flykt blev möjlig, dvs att lämna marken då farten blev så hög och lufttrycket tillräckligt för att öppna vägen för att kunna flyga. Detta kan ha varit startskottet för utvecklingen av fåglarna vi ser idag. Simulationer av sådana rörelsemönster i höga farter med kraftig befjädring stöder förmodligen teorin om att fjädrarna utvecklades först som isolering, kamouflage och sexuell prakt, sen för höga farter och manöverförmåga och därefter fri flykt med flygförmåga för de mindre arterna. Ju lättare arten är desto mer effekt får luftströmmarna över fjädrarna och framförallt vingpennorna. Det är också intressant att många av de snabbaste rovdjuren även hade mycket lätta ihåliga skelett, precis som fåglarna idag. 

### Släkten
Familj Tyrannosauridae
Underfamilj Albertosaurniae
- Albertosaurus
- Gorgosaurus

Underfamily Tyrannosaurinae
- Bistahieversor
- Daspletosaurus
- Lythronax
- Nanotyrannus?
- Nanuqsaurus
- Raptorex
- Tarbosaurus
- Teratophoneus
- Tyrannosaurus
- Zhuchengtyrannus
- Tribus Alioramini
  - Alioramus
  - Qianzhousaurus